# Hans Egedes Kirke (København)
 For alternative betydninger, se Hans Egedes Kirke. (Se også artikler, som begynder med Hans Egedes Kirke)
Hans Egedes Kirke er en kirke fra 1930 i Vardegade på Østerbro i Københavns Kommune.
Kirken er navngivet til minde om Hans Egede i anledning af 200-året for hans ankomst til Grønland i 1721.

## Historie
Byggeriet startede allerede i 1923 med menighedshuset og boliger for præst og graver. Menighedssalen tjente som midlertidig kirke til byggeriet var færdigt i 1930. Byggeriet blev finansieret af Kirkefondet, og kirkens arkitekter var Arthur Wittmaack og Vilhelm Hvalsøe.
I 1995 blev kirken renoveret, og ved den lejlighed blev graverboligen sløjfet. Kirkerummet blev også istandsat i efteråret 2006.

## Kirkebygningen
Kirken er opført i røde teglsten i en enkel stil med hjørnepilastre og glatte gavle. Østgavlen er dog dekoreret med høje smalle blændinger i næsten hele bygningens højde. Vinduerne i kirkedelen er høje og rundbuede, i 1700-tallets barokstil. Taget er et let opskalket ryttertag tækket med sorte tegl. I nordenden er det afvalmet. Over kirkefløjen sidder en kobbertækket tagrytter med lanterne og spir, som huser kirkens klokker.
Vestgavlens indgang til kirken har en kalkstensportal, som krones af en mindetavle for Hans Egede, med en engel på hver side.
- Hans Egedes Kirke
- Indgangsportal.

## Interiør
Kirkerummet er opdelt i midterskib og to smalle sideskibe. Midterskibet har tøndehvælv, og de dominerende farver er de hvidkalkede lofts- og vægflader og det ludbehandlede træværks brune nuancer. Over indgangen er der et orgelpulpitur, og i sideskibene smalle pulpiturer, uden stole, båret af kraftige murede piller med rundbuede gennembrydninger.
Koret er hævet tre trin, og i nordsiden er der en kort korskranke i træ. Koret er veloplyst med vinduer i begge sider, mens skibet hovedsageligt får sit lys fra vinduet i vestgavlen, og vinduerne på hver side af orgelpulpituret.
- Interiør. Vidvinkel.
- Interiør set fra alteret. Vidvinkel.

### Altertavle
Alteret står i dag (april 2007) uden altertavle. Tidligere havde det et maleri efter Murillo af den korsfæstede Kristus, i en udskåret træramme i barokstil, med snoede søjler og et segmentbuet topstykke med billedskærerarbejde.
Et ældre alterbillede, forestillende Hyrdernes tilbedelse (eller Julenat), fra 1920 eller 1922 af Walther Meinhardt, hænger nu over det sydlige pulpitur. Billedet er en skitse til en altertavle til Uhre Kirke, som dog er senere er udskiftet.
- Alter.
- Ældre alterbillede.

### Prædikestol
Prædikestolen er et enkelt stykke snedkerarbejde i klassicistisk stil. Både kurv og lydhimmel er sekskantede, og fremstår, som det meste af kirkerummets træværk, ludbehandlet. På rygskjoldet hænger et lille krucifix.
- Prædikestol.

### Døbefont
Kirken havde oprindeligt en font i klassicistisk stil, udført i træ, som stammede fra Sankt Michaelis Kirke i Fredericia. Den nuværende font er fra 1955 og er udført i grønlandsk marmor.
- Døbefont.

### Orgel
Orglet er oprindeligt af Th. Frobenius fra 1949. Det skulle være ombygget i 1997 af Gunnar Fabricius Husted fra elektropneumatisk til mekanisk, og med 24 stemmer på 2 manualer og pedal. Dansk Orgelindex Arkiveret 27. september 2007 hos  Wayback Machine har det dog registreret som værende fra 1984 og med 22 stemmer. Men hvordan det end er fremkommet, så fremstår orglet i dag med et meget usædvanligt udseende.
Instrumentet er tydeligt udformet til den plads det har, med hensyntagen til at det ikke må hindre lysindfaldet til kirkerummet. Der er brugt meget gennemsigtigt materiale, og hvor de traditionelle orgler skjuler de fleste piber bag rækker af de 'pæne' cylindriske labialpiber, så kan man her se piber af mange forskellige typer. Selv i svelleværket, som er anbragt imellem pillerne i nordsiden, er der brugt gennemsigtige materialer, så lyset kan skinne igennem.
- Orgel.

### Skibsmodel
Tidligere hang der en model af et tremastet motorskib, med navnet Hans Egede over midtergangen, mellem de to forreste lysekroner. Denne model er ikke længere at se i kirkerummet. I stedet hænger der en model over det sydlige pulpitur, af et tremastet sejlskib, bærende navnet Elisabeth.
- Skibsmodel. Elisabeth af København.